# Пальчиковка
Пальчиковка (укр. Пальчиківка, до 2016 года — Кирово укр. Кірове) — село, Пальчиковский сельский совет, Полтавский район, Полтавская область, Украина.
Код КОАТУУ — 5324081401. Население по переписи 2001 года составляло 681 человек.
Является административным центром Кировского сельского совета, в который, кроме того, входят сёла Бугаевка, Вытевка, Гутыревка, Карпуси, Келебердовка, Косточки, Уманцевка и Цыганское.

## Географическое положение
Село Пальчиковка находится в 4-х км от левого берега реки Ольховая Голтва и от правого берега реки Полузерье, в 0,5 км от села Уманцевка и в 1-м км от сёл Гутыревка и Келебердовка.
Через село проходит железная дорога, станция Уманцевка в 0,5 км.

## История
В 1945 году Указом Президиума ВС УССР село Пальчики переименовано в Кирово.

## Экономика
- Молочно-товарная ферма.
- ООО «Злагода».

## Объекты социальной сферы
- Школа.
- Дом культуры.